# Auhofen (Anzing)
Auhofen ist ein Ortsteil der Gemeinde Anzing im oberbayerischen Landkreis Ebersberg. 

## Lage
Die Einöde Auhofen liegt etwa zwei Kilometer nördlich von Anzing.